# Katharine McPhee (musikalbum)
Katharine McPhee är sångerskan Katharine McPhees debutalbum. Albumet utgavs den 30 januari 2007.

## Låtförteckning
| Nr  | Titel              | Låtskrivare                                                                               | Producenter                          | Längd |
| --- | ------------------ | ----------------------------------------------------------------------------------------- | ------------------------------------ | ----- |
| 1.  | "Love Story"       | Nate Hills, Kara DioGuardi, Corte Ellis                                                   | Danja                                | 03:08 |
| 2.  | "Over It"          | Josh Alexander, Billy Steinberg, Ruth-Anne Cunningham                                     | Josh Alexander, Billy Steinberg      | 03:35 |
| 3.  | "Open Toes"        | Nate Hills, Kara DioGuardi, The Clutch, Balewa Muhammad, Candice Nelson, Katharine McPhee | Danja                                | 03:23 |
| 4.  | "Home"             | Kara DioGuardi, John Shanks                                                               | Marti Frederiksen & Kara DioGuardi   | 04:07 |
| 5.  | "Not Ur Girl"      | Nate Hills, Kara DioGuardi, Corte Ellis, Katharine McPhee                                 | Danja                                | 03:58 |
| 6.  | "Each Other"       | Nate Hills, Kara DioGuardi, Corte Ellis                                                   | Danja                                | 03:59 |
| 7.  | "Dangerous"        | Nate Hills, Corte Ellis                                                                   | Danja                                | 03:51 |
| 8.  | "Ordinary World"   | Walter Afanasieff, Emanuel Kiriakou, Lindy Robbins                                        | Walter Afanasieff & Emanuel Kiriakou | 03:50 |
| 9.  | "Do What You Do"   | Harvey Mason Jr., Damon Thomas, James Fauntleroy II, Makeba Riddick, Robin Tadross        | The Underdogs                        | 03:13 |
| 10. | "Better Off Alone" | Austin Carroll, Susan Marshall                                                            | Emanuel Kiriakou                     | 04:04 |
| 11. | "Neglected"        | Nate Hills, Kara DioGuardi, Balewa Muhammad, Katharine McPhee                             | Danja                                | 04:50 |
| 12. | "Everywhere I Go"  | Babyface, Ernest "Bishop Young Don" Dixon                                                 | Babyface                             | 03:48 |